# Eloy Rojas
Eloy David Rojas o (Caracas, Venezuela, 25 de marzo de 1967) fue un boxeador profesional en la división Peso pluma.
Rojas se convirtió en profesional en 1986 y ganó los títulos de la AMB y el peso pluma lineal en 1993 al derrotar a Yong-Kyun Park por decisión. Defendió los títulos seis veces antes de perder ante Wilfredo Vázquez en 1996 por TKO en una pelea que lideraba en todas las tarjetas. Rojas nunca volvió a competir por un título mundial, y se retiró en 2005 después de una derrota ante Herman Ngoudjo.

## Historia
Nacido el 25 de marzo de 1967, hijo de Guillermo Rojas y Teresa Leandro.  Estudio el primer grado de educación primaria en la Escuela Andrés Bello de Caracas y 2º a 6º en la Escuela Tubores, Punta de Piedra, Estado Nueva Esparta.

## Carrera profesional
Eloy Rojas hizo su debut como profesional el 12 de diciembre de 1986 ante Miguel nieves al que ganó por puntos. Permaneció invicto durante 22 peleas, antes que Young Kyun Park lo derrotara por decisión unánime en su primer intento por conseguir el título mundial AMB que poseía Park, Sin embargo posteriormente obtendría la revancha, ganándola por decisión dividida adjudicándose así el título mundial AMB del Peso pluma. Rojas defendería su posición como campeón en 6 ocasiones contra rivales como: Seiji Asakawa, El campeón Mundial Tailandés, Samart Payakaroon,Contra el campeón Colombiano de Peso supergallo Luis Mendoza, De nuevo contra Young Kyun Park, Nobutoshi Hiranaka y Miguel Arrozal. Rojas finalmente perdería su título mundial por nocaut técnico en 11 asaltos ante Wilfredo Vazquez. 
Eloy Rojas terminó su carrera profesional con un récord de 47 peleas, 40 victorias, 5 derrotas y 2 empates.

## Registro profesional
| 40 Ganadas (28 KOs), 5 Derrotas,2 Empates |        |                         |                          |              |            |                                      |                                                                               |
| Res.                                      | Record | Oponente                | Tipo                     | Rd. Tiempo   | Datos      | Localidad                            | Nota                                                                          |
| D                                         | 40-5-2 | Hermann Ngoudjo         | TKO                      | 8,(12)       | 26-02-2005 | Casino Lac Leamy, Canadá             | Vacante por el título NABF en Peso superligero(Última derrota profesional)    |
| D                                         | 40-4-2 | Fernando Angulo         | SD (Decisión dividida)   | 12           | 25-10-2004 | Turmero, Venezuela                   | Pelea por el título AMB Fedecentro en Peso ligero(Cuarta derrota profesional) |
| G                                         | 40-3-2 | Ramon Arellano Jr       | TKO                      | 1 (12)       | 19-03-2004 | Louisville, EE.UU.                   | Gana el título CMB del Caribe en Peso superligero                             |
| D                                         | 39-3-2 | Ricky Quiles            | MD(Decisión Mayoritaria) | 10           | 05-12-2003 | Seminole Casino Hotel, EE.UU.        | Tercera Derrota Profesional                                                   |
| G                                         | 39-2-2 | Rashaan Abdul Blackburn | TKO                      | 4 (6)        | 11-11-2003 | Caesars Southern Indiana, EE.UU.     |                                                                               |
| G                                         | 38-2-2 | Jimmy Guerra            | UD                       | 6            | 29-10-2003 | Owensboro, EE.UU.                    |                                                                               |
| E                                         | 37–2–2 | Lino Perez Jr           | Decisión                 | 10           | 08-07-2001 | Machiques, Venezuela                 |                                                                               |
| G                                         | 37-2-1 | Jose leiva              | PTS                      | 10           | 19-03-2001 | El Paraíso, Venezuela                |                                                                               |
| G                                         | 36-2-1 | Jose Zerpa              | KO                       | 06 (10)      | 31-01-2001 | La Pascua, Venezuela                 |                                                                               |
| G                                         | 35-2-1 | Edgar Ilarraza          | PTS                      | 10           | 21-10-2000 | Turmero, Venezuela                   |                                                                               |
| G                                         | 34-2-1 | Harrison Suárez         | PTS                      | 10           | 10-31-1999 | Carrizal, Venezuela                  |                                                                               |
| D                                         | 33-2-1 | Wilfredo Vázquez        | TKO                      | 11 (12),1:21 | 18-05-1996 | Las Vegas, EE.UU.                    | Pierde el título mundial AMB Del Peso pluma (Segunda derrota Profesional)     |
| G                                         | 33-1-1 | Miguel Arrozal          | UD                       | 12           | 27-01-1996 | Phoenix, EE.UU.                      | Retiene el título mundial AMB Del Peso pluma                                  |
| G                                         | 32-1-1 | Nobutoshi Hiranaka      | UD                       | 12           | 13-08-1995 | Tagawa, Japón                        | Retiene el título mundial AMB Del Peso pluma                                  |
| G                                         | 31-1-1 | Young Kyun Park         | SD (Decisión dividida)   | 12           | 27-05-1995 | Hotel Shinyang Park, Corea del Sur   | Retiene el título mundial AMB Del Peso pluma                                  |
| G                                         | 30-1-1 | Luis Mendoza            | UD                       | 12           | 03-12-1994 | Coliseo El Campin, Colombia          | Retiene el título mundial AMB Del Peso pluma                                  |
| G                                         | 29-1-1 | Samart Payakaroon       | TKO                      | 8 (12),0:52  | 11-09-1994 | Trang, Tailandia                     | Retiene el título mundial AMB Del Peso pluma                                  |
| G                                         | 28-1-1 | Seiji Asakawa           | TKO                      | 5 (12),0:48  | 19-03-1994 | World Hall, Kobe, Japón              | Retiene el título mundial AMB Del Peso pluma                                  |
| G                                         | 27-1-1 | Young Kyun Park         | SD (Decisión dividida)   | 12           | 04-12-1993 | Gwangmyeong Gymnasium, Corea del Sur | Gana el título mundial AMB Del Peso pluma                                     |
| G                                         | 26-1-1 | Carlos Uribe            | TKO                      | 6 ,(12)      | 07-08-1993 | Turmero, Venezuela                   | Retiene el título AMB Fedelatin del Peso pluma                                |
| G                                         | 25-1-1 | Giovanni Nieves         | PTS                      | 12           | 07-05-1993 | Turmero, Venezuela                   | Gana el título AMB Fedelatin del Peso pluma                                   |
| E                                         | 24–1–1 | Carlos Uribe            | Decisión                 | 12           | 02-12-1992 | Estadio Nacional de Chile, Chile     | Pelea por el título AMB Fedelatin del Peso pluma                              |
| G                                         | 24-1   | Richard Acaylar         | KO                       | 5 ,(10)      | 15-07-1992 | Fukuoka, Japón                       |                                                                               |
| G                                         | 23-1   | Candelario Macayo       | PTS                      | 10           | 24-04-1992 | Turmero, Venezuela                   |                                                                               |
| D                                         | 22-1   | Young Kyun Park         | UD                       | 12           | 14-09-1991 | Seúl, Corea del Sur                  | Pelea Por el título mundial AMB Del Peso pluma (Primera Derrota Profesional)  |
| G                                         | 22-0   | Alfonso De Leon         | KO                       | 2 ,(10)      | 15-06-1991 | Maracay, Venezuela                   |                                                                               |
| G                                         | 21-0   | Argenico Pacheco        | KO                       | 1 ,(4)       | 07-04-1991 | Turmero, Venezuela                   |                                                                               |
| G                                         | 20-0   | Luis Antonio Guzmán     | TKO                      | 7 ,(10)      | 10-12-1990 | Caracas, Venezuela                   |                                                                               |
| G                                         | 19-0   | Bong Chun Lee           | TKO                      | 5 ,(10)      | 11-08-1990 | Korakuen Hall, Japón                 | Pelea en 127 Libras                                                           |
| G                                         | 18-0   | Eak Donjadee            | KO                       | 4 ,(10)      | 14-04-1990 | Korakuen Hall, Japón                 |                                                                               |
| G                                         | 17-0   | Jimmy Sithfaidang       | KO                       | 4 ,(10)      | 11-02-1990 | Tokyo Dome, Japón                    |                                                                               |
| G                                         | 16-0   | Duvines Rivas           | KO                       | 1 ,(10)      | 16-12-1989 | Porlamar, Venezuela                  |                                                                               |
| G                                         | 15-0   | Nelson Castillo         | KO                       | 1 ,(10)      | 25-11-1989 | Los Teques, Venezuela                |                                                                               |
| G                                         | 14-0   | Gustavo Inciarte        | TKO                      | 1 ,(10)      | 19-08-1989 | Caracas, Venezuela                   | Retiene el título Venezolano del Peso pluma                                   |
| G                                         | 13-0   | Ernesto Quintana        | KO                       | 6 ,(12)      | 07-07-1989 | Holiday Beach Hotel, Curazao         | Pelea por el título AMB Fedelatin del Peso pluma                              |
| G                                         | 12-0   | Pedro Mendoza           | KO                       | 4 ,(10)      | 31-03-1989 | Holiday Beach Hotel, Curazao         |                                                                               |
| G                                         | 11-0   | Wilson Fontalvo         | KO                       | 3 ,(10)      | 15-12-1988 | Kralendijk, Bonaire                  |                                                                               |
| G                                         | 10-0   | Luis Rodríguez          | TKO                      | 2 ,(10)      | 27-08-1988 | Caracas, Venezuela                   | Pelea por el título Venezolano del Peso pluma                                 |
| G                                         | 9-0    | Raul Gonzalez           | KO                       | 2 ,(4)       | 28-05-1988 | Los Teques, Venezuela,               |                                                                               |
| G                                         | 8-0    | Freddy Pitalua          | KO                       | 3 ,(4)       | 18-04-1988 | Caracas, Venezuela,                  |                                                                               |
| G                                         | 7-0    | Felix Guzman            | KO                       | 4 ,(4)       | 11-03-1988 | Cumana, Venezuela,                   |                                                                               |
| G                                         | 6-0    | Adelis Chirinos         | KO                       | 3 ,(4)       | 15-12-1987 | Cumana, Venezuela,                   |                                                                               |
| G                                         | 5-0    | Geomar Figueroa         | KO                       | 1 ,(4)       | 30-11-1987 | Cumana, Venezuela,                   |                                                                               |
| G                                         | 4-0    | Miguel Nieves           | TKO                      | 1 ,(4)       | 21-09-1987 | Coro, Venezuela,                     | Revancha                                                                      |
| G                                         | 3-0    | Pedro Tovas             | KO                       | 1 ,(4)       | 29-08-1987 | Ciudad Bolívar, Venezuela,           |                                                                               |
| G                                         | 2-0    | David Sojo              | KO                       | 3 ,(4)       | 27-02-1987 | Los Teques, Venezuela,               |                                                                               |
| G                                         | 1-0    | Miguel Nieves           | PTS                      | 4            | 12-12-1986 | Valencia, Venezuela,                 | Debut Profesional                                                             |

| Predecesor: Young Kyun Park | Campeón Mundial pluma de la AMB 04-12-1993 a 18-05-1996 | Sucesor: Wilfredo Vázquez |